# Натюрморт с отражающим шаром
Натюрморт с отражающим шаром — литография нидерландского художника Эшера, впервые напечатанная в ноябре 1934 года. На работе изображены округлой формы бутыль с зеркальными стенками и металлическая скульптура птицы с человеческим лицом. Предметы покоятся на газете, лежащей поверх закрытой книги. Фон рисунка темный, но поверхность бутылки отражает студию и самого Эшера, рисующего сценку.
Множество автопортретов в отражающих сферических поверхностях можно найти как в ранних чернильных рисунках Эшера, так и в более поздних, датируемых концом 1950-х годов.
Изображённая скульптура птицы с человечьим лицом существовала в действительности. Она была подарена художнику его тестем. Эту статуэтку можно увидеть и на более поздних работах художника, например на ксилографии «Другой мир».